# KM-SAM
KM-SAM (Korean Medium-range Surface-to-Air Missile), яка також відома як Cheolmae-2 (Залізний яструб) - південнокорейський зенітно-ракетний комплекс (ЗРК) середньої дальності, розроблений Агентством з оборонного розвитку Кореї за технічної підтримки російських Алмаз-Антей та МКБ «Факел», на основі технології ракети 9М96, що використовується в ЗРК С-350Е та С-400.

## Історія

### Перше покоління Block-1 (Cheongung 1)
Розробки системи KM-SAM Block-І (Cheongung I) були завершені у 2011 році. Масове виробництво ракет нової системи ППО почалося у 2013 році.
Розгортання нової системи ППО на заміну системі MIM-23 Hawk почалося в 2015 році.
У квітні 2020 року Повітряні сили Республіки Корея завершили перехід на нову систему ППО середнього радіуса дії.

### Друге покоління Block-2 (Cheongung 2)
Розробка другого покоління системи почалася одразу після завершення розробки першого у 2012 році. Cheongung II був визнаний придатним до бойових дій після виконання всіх вимог на випробуваннях, проведених на початку червня 2017 року.
За заявою розробників, нова версія південнокорейського ЗРК оснащується швидшими та далекобійними ракетами.
На озброєнні Повітряних сил Республіки Корея зенітні ракетні комплекси середньої дальності M-SAM перебувають з листопада 2020 року.

## Основні характеристики
Пасивний 3-D радар Х-діапазону може виявляти цілі на відстані 100 км і супроводжувати до 40 цілей.

### Block-1 (Cheongung 1)
- Максимальна швидкість ракети: 4,5 махи.
- Максимальна висота цілей: 15 км.
- Максимальна дальність до цілі: 40 км

### Block-2 (Cheongung 2)
- Максимальна швидкість ракети: 4,5 махи.
- Максимальна висота цілей: 20 км.
- Максимальна дальність до цілі: 40 км

## Склад
Один дивізіон зенітного ракетного комплексу складається:
- комадно-штабної машини
- поліфункціонального радара
- 4-6 пускових установок
- генератор
- 8 транспортно-заряджаючих машин

## Експорт
У січні 2022 року стало відомо про перший закордонний контракт: Об’єднані Арабські Емірати замовили у Південної Кореї зенітні ракетні комплекси Cheongung II, також відомий як M-SAM.
Загальна вартість контракту складає майже 3,4 млрд доларів США, нині він є найбільшим експортним контрактом південнокорейського оборонно-промислового комплексу.

## Оператори

### Чинні
Південна Корея

### У процесі виконання замовлення
ОАЕ